# Saliunca triguttata
Saliunca triguttata is een vlinder uit de familie bloeddrupjes (Zygaenidae). De wetenschappelijke naam van deze soort is voor het eerst geldig gepubliceerd in 1925 door Aurivillius.
De soort komt voor in tropisch Afrika.